# Іловниця
Іловниця — колишнє село в Україні, за 24 км від ЧАЕС, на правому березі річки Уж, в Іванківському районі Київської області, неподалік села Рудня-Вересня. До аварії на ЧАЕС підпорядковувалося Чорнобильському району (відстань до м. Чорнобиль 16 км).
Час виникнення та походження назви не встановлені. 1864 року у селі мешкала лише 71 особа, а 1887 року — вже 150 мешканців.
1900 року у власницькому селі (належало Сергію Челищеву) мешкало 188 осіб, що займалися хліборобством. У селі був лісопильний завод, належний Товаристтву Дитятківської паперової фабрики. Село підпорядковувалося Прибірській волості Радомисльського повіту.
У радянський час, до аварії на ЧАЕС, село підпорядковувалося Розсохівській сільській раді. Населення становило 110 мешканців та 64 дворів.
Після аварії на станції 26 квітня 1986 село було відселене внаслідок сильного забруднення, мешканці переселені у с. Колонщина Макарівського району. Офіційно зняте з обліку 1999 року за відсутністю жителів.
Після Чорнобильської катастрофи село увійшло до 30-кілометрової зони відчуження.
З кінця лютого до 1 квітня 2022 року село було окуповане російськими військами.